# インテンショナリー
インテンショナリー（Intentionally、1956年4月2日 - 1970年1月15日）とは、アメリカ合衆国のサラブレッドの競走馬、および種牡馬である。とくに種牡馬としての成績が顕著で、フロリダ州における馬産の地位を向上させたほか、後継種牡馬を出してマンノウォーの血統を後世に伝えた。

## 経歴

### 出生・2歳
ケンタッキー州レキシントンのウルフランファームで生まれた牡馬である。父インテントはサンフアンカピストラーノハンデキャップを連覇した競走馬、母マイレシピは5戦して未勝利に終わった繁殖牝馬であった。
生後しばらくして、メリーランド州の服飾製造業者であったハリー・アイザックスの所有となり、彼の持つブルックフィールドファームに移され、そこで幼少期を過ごした。
2歳になった1958年、インテンショナリーはブルックフィールドファームと縁の深いエディー・ケリー調教師に預けられて競走馬となった。デビュー戦となったガルフストリームパーク競馬場の一般戦を勝ち、その後ステークス競走を含めてデビューから3連勝を飾っている。インテンショナリーはこの年11戦して5勝を挙げ、そのうち2戦は東海岸における2歳牡馬路線の主要競走であるフューチュリティステークスとピムリコフューチュリティステークスでの勝利である。
特にフューチュリティステークスでは当時無敗の7連勝中であったファーストランディングが1番人気で出走していたが、インテンショナリーはこれをウィリー・シューメーカー騎乗のもと、トラックレコードに近いタイムの接戦を制して1馬身差で勝利した。後2戦ではファーストランディングに敗れたものの、その競走で与えた敗戦は、2歳時のファーストランディングにとって唯一のものであった。

### 3歳
1959年、インテンショナリーは4月のジャマイカ競馬場で行われた一般戦を初戦に選び、ここを6馬身半差をつけて快勝した。しかしアメリカクラシック競走の前哨戦にあたるウッドメモリアルステークスで穴馬マネッサモーラーに大きく敗れる4着に終わった。
この敗戦を受けて、インテンショナリーの陣営はクラシック三冠路線への参加を取りやめる決断を下し、今後の出走予定をマイル路線へと転向させた。この判断は功を奏し、当時の3歳短距離・マイル路線における主要競走であったウィザーズステークス・ジェロームハンデキャップなどに優勝している。
この年、インテンショナリーは9戦して5勝の成績を残し、そのうちの1戦ウォーレンライトメモリアルステークスではワシントンパーク競馬場のトラックレコード、およびダート8ハロンの世界レコードとタイ記録となる1分33秒20のタイムを叩きだして優勝している。これらの戦績が評価され、同年のアメリカ最優秀スプリンターとして選ばれた。

### 古馬時代
4歳シーズンは脚部不安によって前半をすべて休養に費やしており、6月29日まで競馬場に出てくることがなかった。しかしこの年もトボガンハンデキャップとエクイポイズマイルハンデキャップで優勝し、競走能力に遜色がないことを証明した。
その後もインテンショナリーは6歳まで競走生活を続けたが、5歳（1961年）の秋頃に馬主のアイザックスは、ウィリアム・L・マクナイト（タータンファーム代表）を筆頭としたシンジケートにインテンショナリーを売却している。これにより調教師もケリーから、ドクターフェイガーなどの調教師として知られるジョン・A・ネルードに変更された。
6歳シーズンは2月までの3戦のみであったが、勝った2戦は後の殿堂馬キャリーバックを破ってのもので、特に最後の競走となったセミノールハンデキャップでは同馬を8馬身後方に置いての圧勝であった。これをもって競走馬を引退し、マクナイトの持つタータンファームズにて種牡馬となった。

## 引退後
代表産駒として名の挙がる馬に、種牡馬入り2年目の世代から出た牡馬インリアリティがいる。同馬は2歳時からピムリコフューチュリティステークスに優勝、その後メトロポリタンハンデキャップなどの勝鞍を挙げている。また、種牡馬としても成功し、インテント系父系の主流を形成した。
また、1966年に生まれた牝馬タウィーは短距離路線で大活躍し、後年にアメリカ殿堂馬として選定されている。そのほか、メトロポリタンハンデキャップなどに勝ったテンタム（1969年生・牡馬）、ジョッキークラブゴールドカップなどに勝ったグループプラン（1970年生・せん馬）といった産駒がいる。
1971年にはアメリカサイアーリストの3位にランキングされるなど、インテンショナリーは種牡馬としてそれなりの成功を収めたと評価された。その活躍は、タータンファームズのあったフロリダ州の競馬産業の存在を広く知らしめ、その活性化に一役を買った。
1970年に心不全で死亡、22歳であった。その遺骸は牧場内に葬られ、現在はウィンディングオークスファームの一角に置かれている。

## 評価

### 主な勝鞍
※当時はグレード制未導入
1958年（2歳） 11戦5勝
フューチュリティステークス、ピムリコフューチュリティステークス、タイロステークス
2着 - シャンペンステークス、グランドユニオンホテルステークス、ワールズプレイグラウンドステークス
1959年（3歳） 9戦5勝
ウィザーズステークス、ジェロームハンデキャップ、ウォーレンライトメモリアルステークス、デラウェアバレーハンデキャップ
2着 - ゴーサムステークス
1960年（4歳） 4戦2勝
トボガンハンデキャップ、エクイポイズマイルハンデキャップ
2着 - アケダクトハンデキャップ
1961年（5歳） 7戦4勝
スポートページハンデキャップ、クェーカーシティハンデキャップ
2着 - トレントンハンデキャップ
1962年（6歳） 3戦2勝
パームビーチハンデキャップ、セミノールハンデキャップ

### 年度代表馬
- 1959年 - アメリカ最優秀スプリンター

## 血統表
| インテンショナリーの血統（インテント系（マンノウォー系）／Fair Play 4x4=12.50%、 Fairy Gold 5x5x5=9.38%、 Rock Sand 父内5x5=6.25%） | インテンショナリーの血統（インテント系（マンノウォー系）／Fair Play 4x4=12.50%、 Fairy Gold 5x5x5=9.38%、 Rock Sand 父内5x5=6.25%） | インテンショナリーの血統（インテント系（マンノウォー系）／Fair Play 4x4=12.50%、 Fairy Gold 5x5x5=9.38%、 Rock Sand 父内5x5=6.25%） | （血統表の出典）    | （血統表の出典） |
| 父 Intent 1948 栗毛 アメリカ | 父の父War Relic 1938 栗毛 アメリカ                                                                                                  | Man o' War | Fair Play           | Fair Play        |
| 父 Intent 1948 栗毛 アメリカ | 父の父War Relic 1938 栗毛 アメリカ                                                                                                  | Man o' War | Mahubah             |                  |
| 父 Intent 1948 栗毛 アメリカ | 父の父War Relic 1938 栗毛 アメリカ                                                                                                  | Friars Carse | Friar Rock          | Friar Rock       |
| 父 Intent 1948 栗毛 アメリカ | 父の父War Relic 1938 栗毛 アメリカ                                                                                                  | Friars Carse | Problem             |                  |
| 父 Intent 1948 栗毛 アメリカ | 父の母Liz F. 1933 栗毛 アメリカ | Bubbling Over | North Star          | North Star       |
| 父 Intent 1948 栗毛 アメリカ | 父の母Liz F. 1933 栗毛 アメリカ | Bubbling Over | Beaming Beauty      |                  |
| 父 Intent 1948 栗毛 アメリカ | 父の母Liz F. 1933 栗毛 アメリカ | Weno | Whisk Broom         | Whisk Broom      |
| 父 Intent 1948 栗毛 アメリカ | 父の母Liz F. 1933 栗毛 アメリカ | Weno | Rosie Ogrady        |                  |
| 母 My Recipe 1947 鹿毛 アメリカ | 母の父Discovery 1931 栗毛 アメリカ                                                                                                  | Display | Fair Play           | Fair Play        |
| 母 My Recipe 1947 鹿毛 アメリカ | 母の父Discovery 1931 栗毛 アメリカ                                                                                                  | Display | Cicuta              |                  |
| 母 My Recipe 1947 鹿毛 アメリカ | 母の父Discovery 1931 栗毛 アメリカ                                                                                                  | Ariadne | Light Brigade       | Light Brigade    |
| 母 My Recipe 1947 鹿毛 アメリカ | 母の父Discovery 1931 栗毛 アメリカ                                                                                                  | Ariadne | Adrienne            |                  |
| 母 My Recipe 1947 鹿毛 アメリカ | 母の母Perlette 1934 鹿毛 アメリカ                                                                                                   | Percentage | Midway              | Midway           |
| 母 My Recipe 1947 鹿毛 アメリカ | 母の母Perlette 1934 鹿毛 アメリカ                                                                                                   | Percentage | Gossip Avenue       |                  |
| 母 My Recipe 1947 鹿毛 アメリカ | 母の母Perlette 1934 鹿毛 アメリカ                                                                                                   | Escarpolette | Fitz Herbert        | Fitz Herbert     |
| 母 My Recipe 1947 鹿毛 アメリカ | 母の母Perlette 1934 鹿毛 アメリカ                                                                                                   | Escarpolette | Balancoire F-No.5-j |                  |

## 備考
1. ↑  ピムリコフューチュリティ優勝を告げる記事 - The New York Times（英語）
2. ↑  フューチュリティステークス優勝を告げる記事 - The New York Times（英語）